# Övre Ulleruds distrikt
Övre Ulleruds distrikt är ett distrikt i Forshaga kommun och Värmlands län. Distriktet ligger omkring Olsäter i mellersta Värmland.

## Tidigare administrativ tillhörighet
Distriktet inrättades 2016 och utgörs av Övre Ulleruds socken i Forshaga kommun.
Området motsvarar den omfattning Övre Ulleruds församling hade vid årsskiftet 1999/2000.

## Tätorter och småorter
I Övre Ulleruds distrikt finns tre småorter men inga tätorter. 

### Småorter
- Olsäter
- Ransäter (del av)
- Tjärnheden (del av)

### Övriga orter
- Edeby